# Wayne Cegielski
Wayne Cegielski (Bedwellty, 11 gennaio 1956) è un ex calciatore gallese, di ruolo difensore.

## Carriera

### Club
Dopo aver giocato nelle giovanili del Tottenham (con cui nel 1974 vince anche una FA Youth Cup) esordisce tra i professionisti nella stagione 1974-1975, all'età di 18 anni, trascorrendo un periodo in prestito al Northampton Town, club della quarta divisione inglese, con cui gioca 11 partite di campionato. Nella stagione 1975-1976 gioca invece 5 partite nella seconda divisione tedesca con gli Kickers Stoccarda, per poi sempre nel 1976 trascorrere un periodo negli Stati Uniti giocando nei Tacoma Tides.
Torna poi in patria, dove nella stagione 1976-1977 gioca nella terza divisione inglese con i gallesi del Wrexham, con i quali nella stagione 1977-1978 vince poi il campionato, conquistando quindi una promozione in seconda divisione; gioca poi in tale categoria con i Red Dragons fino al 1982, per un totale di 123 partite di campionato con il club, 105 delle quali in seconda divisione, alle quali aggiunge anche una presenza nella Coppa delle Coppe 1978-1979. Dal 1982 al 1985 gioca invece nel Port Vale, con cui prima conquista una promozione dalla quarta alla terza divisione, a cui segue nella stagione 1983-1984 un'immediata retrocessione; conclude infine la stagione 1984-1985 al Blackpool, con cui segna una rete in 6 presenze e conquista una nuova promozione dalla quarta alla terza divisione. Gioca poi nuovamente in quarta divisione per un biennio con la maglia dell'Hereford Utd, club con il quale mette a segno 2 reti in 50 partite di campionato.

### Nazionale
Tra il 1976 ed il 1977 ha giocato 2 partite con la nazionale gallese Under-21.

## Palmarès

### Club

#### Competizioni giovanili
- FA Youth Cup: 1

Tottenham: 1973-1974

#### Competizioni nazionali
- Coppa del Galles: 1

Wrexham: 1977-1978
- Third Division: 1

Wrexham: 1977-1978